# Estação Parque (Metropolitano de Lisboa)
Parque é uma estação do Metropolitano de Lisboa. Situa-se no concelho de Lisboa, em Portugal, entre as estações São Sebastião e Marquês de Pombal da Linha Azul. É uma das onze estações pertencentes à rede original do Metropolitano de Lisboa, inaugurada a 29 de dezembro de 1959.

## Descrição
Esta estação está localizada na Av. António Augusto de Aguiar, junto ao entroncamento com a Rua Eugénio dos Santos. A estação serve a zona do Parque Eduardo VII e possibilita o acesso ao Pavilhão Carlos Lopes e à Estufa Fria. O projeto arquitetónico original (1959) é da autoria do arquiteto Francisco Keil do Amaral e as intervenções plásticas da pintora Maria Keil.

## Remodelação
A 29 de dezembro de 1994 foi concluída a remodelação completa da estação com base num projeto arquitetónico da autoria do arquiteto Sanchez Jorge e as intervenções plásticas das pintoras Françoise Schein e Federica Matta. Para além do prolongamento das plataformas, a estação foi totalmente remodelada, passando a ilustrar a temática da era dos descobrimentos portugueses e dos direitos humanos, incluindo um memorial a Aristides de Sousa Mendes da autoria do escultor João Cutileiro, instalado no átrio de entrada em 1995.

## Acesso
Esta estação conta com um único acesso localizado no passeio poente da Av. António Augusto de Aguiar, na zona central da Rua Eugénio dos Santos. Está direcionado para nascente e conta com duas escadas mecânicas assim como escadas pedonais.